# جیمز لومنزو
جیمز لومنزو (انگلیسی: James LoMenzo؛ زادهٔ ۱۳ ژانویهٔ ۱۹۵۹) موسیقی‌دان آمریکایی و نوازندهٔ بیس گروه ترش متال مگادث است. او پیش‌تر عضو گروه‌هایی مانند وایت لاین و اسلشز اسنیک پیت بود و با دیوید لی راث، جان فوگرتی و ایس فریلی اجرا کرده است. لومنزو بین سال‌های ۲۰۰۶ تا ۲۰۱۰ نوازنده بیس گروه مگادث بود و در اوت ۲۰۲۱ به عنوان عضو برگزاری تور دوباره به گروه ملحق شد. او دوباره در ژوئن ۲۰۲۲ عضو دائمی گروه شد. خارج از موسیقی، لومنزو به‌عنوان شرکت‌کننده در بیست و یکمین فصل سریال تلویزیونی واقعیت‌نمای مسابقه شگفت‌انگیز ظاهر شد.